# Cliff Ellis
Cliff Ellis, (nacido el 5 de diciembre de 1945 en  Marianna, Florida) es un entrenador de baloncesto estadounidense que ejerce en la NCAA.

## Trayectoria
- Ruckle JHS (1968–1969), (ayudante)
- Niceville HS (1969–1971)
- Vanguard HS (1971–1972)
- Cumberland (1972–1975)
- South Alabama (1975–1984)
- Universidad de Clemson (1984–1994)
- Universidad de Auburn (1994–2004)
- Coastal Carolina (2007–)